# Tell el-Hammam
Koordinaten: 31° 50′ 25″ N, 35° 40′ 25″ O

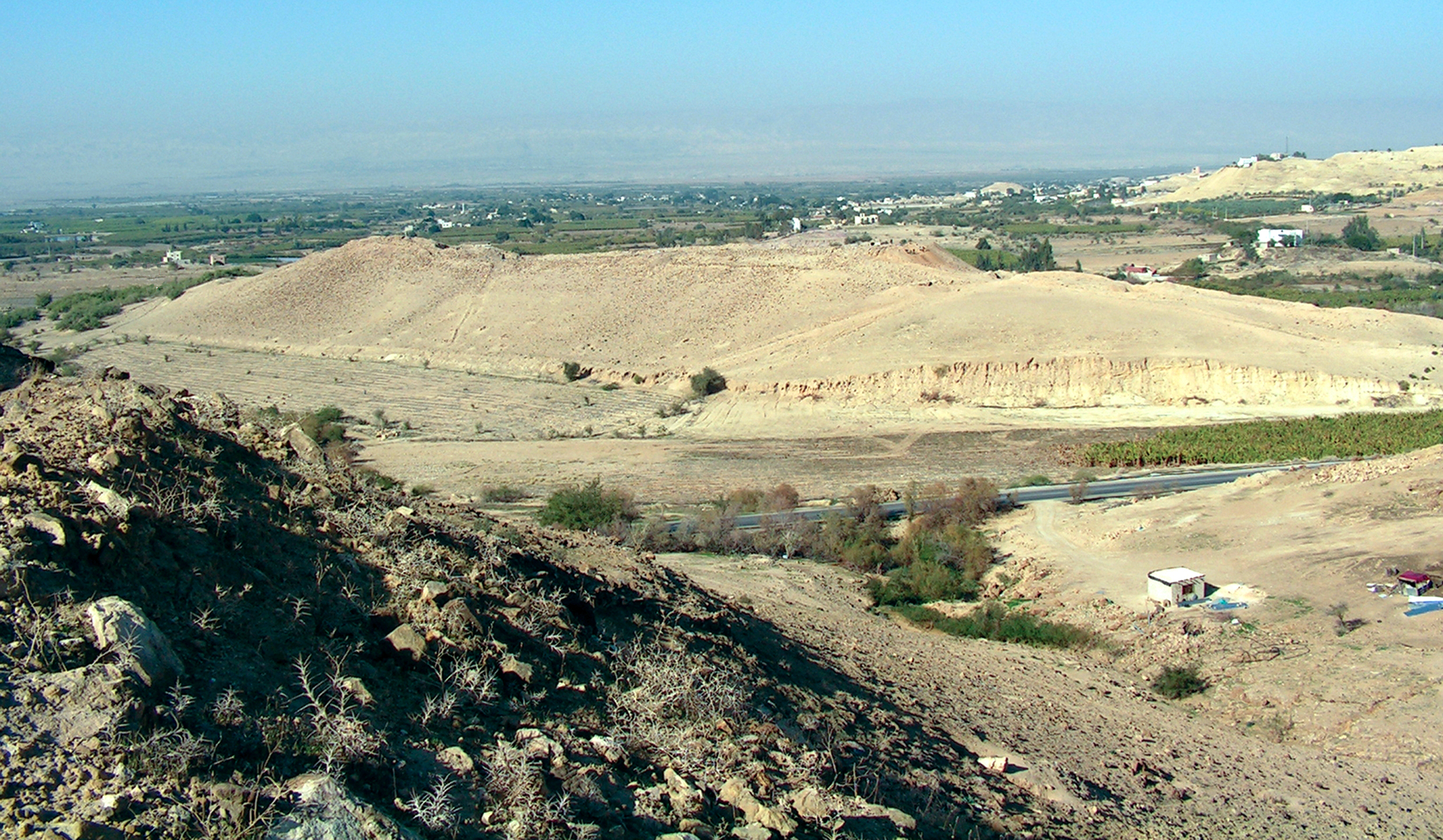
Blick auf Tell el-Hammam am Jordangraben 2007

Tell el-Hammam, auch Tall al-Hammam (arabisch تل الحمام, DMG Tall al-Ḥammām), ist eine archäologische Stätte in Jordanien, und zwar im östlichen Teil des Jordangrabens in der Nähe der Mündung des Jordans. Der Ort hat bedeutende Überreste aus der Kupfersteinzeit, Frühen Bronzezeit, Mittleren Bronzezeit und aus der Eisenzeit. Es gibt mehrere Versuche, Tell el-Hammam mit einer biblischen Stadt gleichzusetzen.

## Mögliche Identifizierungen
- Livias: Das römische Livias wurde unter Herodes Antipas im 1. Jahrhundert ausgebaut, befestigt und nach Livia Drusilla – der Ehefrau des Augustus’ – benannt.[1] Traditionellerweise wird Livias mit Tell er-Rameh, das etwa 3 km südwestlich von Tall el-Hammam liegt, identifiziert.[1] Jüngste Ausgrabungen in Tall el-Hammam führten zu der Annahme, dass zwar Tell er-Rameh das Handels- und Wohnzentrum von Livias war, aber dass sich das Verwaltungszentrum in Tall el-Hammam befand.[2]

- Sodom: Das Forscher-Team um Steven Collins von der Trinity Southwest University, einer Bibelschule in Albuquerque, vermutet, dass es sich bei Tall el-Hammam um Sodom handeln könnte.[3]

## Ausgrabungen
1975–76 fand eine Prospektion statt, die Keramik aus der mittleren Bronzezeit zutage förderte. 1990 führte Kay Prag ein Survey durch.
Seit 2005 wird die Stätte im Rahmen des Projekts Tall al-Hammam Excavation Project (TaHEP) gemeinsam von der nicht akkreditierten Trinity Southwest University mit der akkreditierten Veritas International University aus Santa Ana in Kalifornien und dem Amt für Antiquitäten von Jordanien unter der Leitung von Steven Collins ausgegraben.
Tall el-Hammam war während des Chalkolithikum (ca. 4300–3600 v. Chr.), der Frühbronzezeit (ca. 3600–2500 v. Chr.), der Zwischenbronzezeit (2500–1950 v. Chr.), der Mittleren Bronzezeit (ca. 1950–1550 v. Chr.), der Eisenzeit 2 (ca. 980–332 v. Chr.), der hellenistischen, der römischen, der byzantinischen und umayyadischen Zeit (163 v. Chr.–750 n. Chr.) besiedelt. Doch wie die meisten Stätten im Jordantal war sie in der Spätbronzezeit (ca. 1550–1200 v. Chr.) verlassen. Nur einige Keramiken wurden in einem Grab entdeckt, und eine einzelne frei stehende Gebäudestruktur. Die bedeutendsten Funde stammen aus der Bronzezeit.

### Mittlere Bronzezeit
Während der mittleren Bronzezeit war Tall el-Hammam etwa 34 ha groß und von einer Mauer umgeben, die den Ort in eine Ober- und eine Unterstadt unterteilte. Außerhalb der Mauern gab es noch 97 ha besiedeltes Land. In der frühen Bronzezeit war Tall el-Hammam der größte Stadtstaat in der südlichen Levante, und in der mittleren Bronzezeit nur übertroffen von Hazor (81 ha) und Aschkelon (61 ha). Zu dieser Zeit waren die weit berühmteren Orte Jerusalem (4,9 ha) und Jericho (4 ha) viel kleiner.

### Frührömische, byzantinische und frühislamische Zeit
Zwischen 2005 und 2014 wurden frührömische, byzantinische und frühislamische Überreste ausgegraben. Zu den Funden gehörten ein großer römischer Badekomplex (34,2 m × 40,6 m), ein Aquädukt (165 m freigelegt), zwei Wehrtürme, Münzen, Glas und römische, byzantinische und frühislamische Keramik.

## Zerstörung durch einen Meteoriten
Wissenschaftler postulierten in einem Paper 2021, dass vor ~3600 Jahren ein in der Luft zerberstender Meteorit, ähnlich dem des Tunguska-Ereignises von 1908, das antike Tall el-Hammam zerstörte. Das Ereignis ist als Middle Ghor Event bekannt. Als Beweise für diesen Vorfall wird eine etwa 1,5 m dicke kohlenstoff- und aschereiche Schicht gespickt mit geschocktem Quarz, geschmolzener Keramik und Lehmziegeln, diamantähnlichem Kohlenstoff, Eisen- und Silizium-reichen Kügelchen, Calciumcarbonat-Kügelchen und verschiedenen geschmolzenen Metallen angeführt. Um diese geschockten Mineralien zu erhalten, wird eine Temperatur von über 2000 °C benötigt. Die Zerstörungen waren immens, und durch eine damit verbundene Versalzung der Böden wurde die Landwirtschaft für mehrere Jahrhunderte unmöglich gemacht. Das wiederum führte zu der Besiedlungslücke in der Spätbronzezeit. Tall el-Hammam ist möglicherweise nach Tell Abu Hureyra in Syrien die zweitälteste Stadt, die durch eine kosmische Luftdetonation zerstört wurde.
Der Theorie einer Zerstörung durch eine Luftdetonation wird allerdings auch widersprochen.